# Dorfkirche Zwebendorf

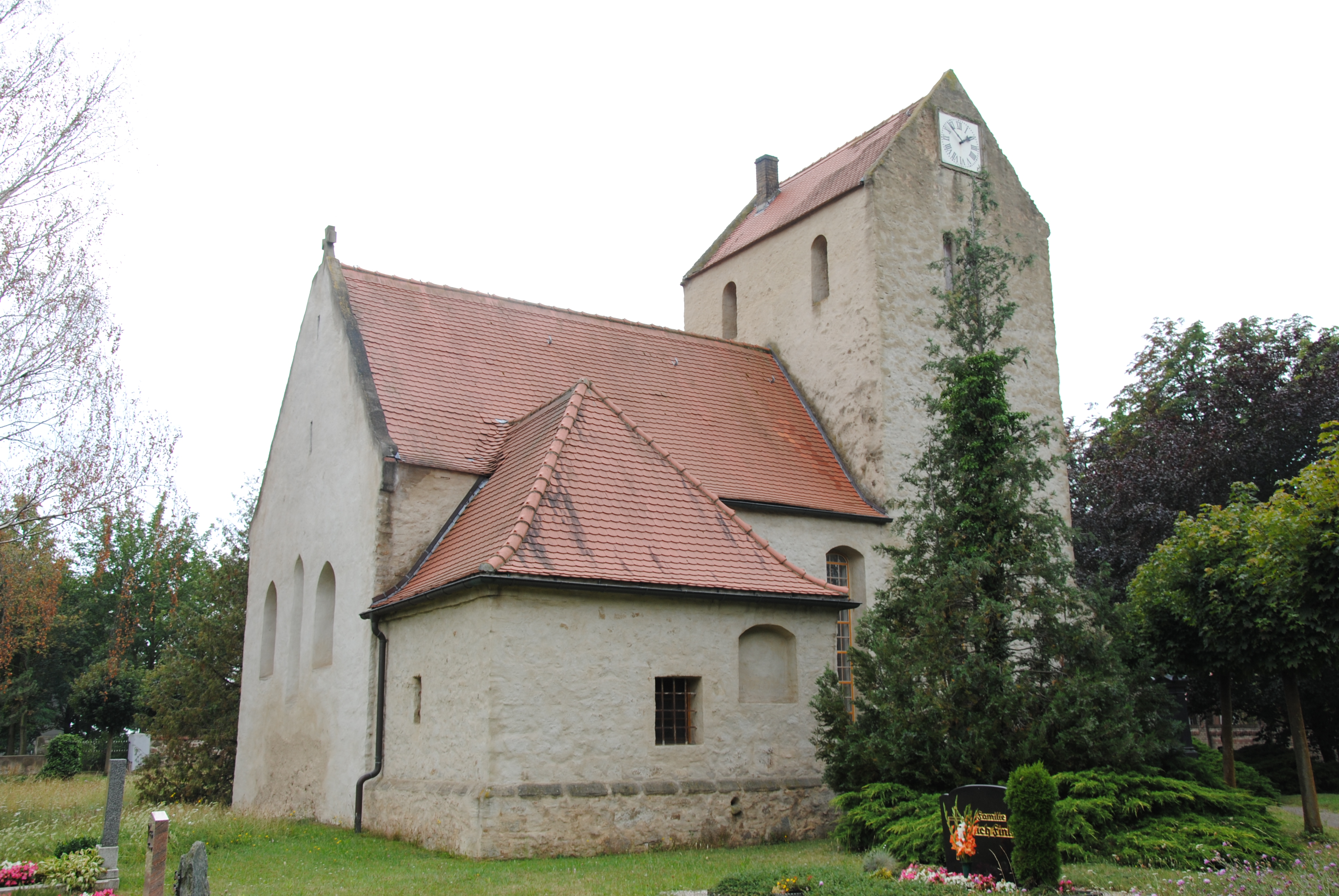
Zwebendorf, Außenansicht der Kirche

Die Dorfkirche Zwebendorf ist die Dorfkirche in Zwebendorf, einem Ortsteil von Landsberg. Im lokalen Denkmalverzeichnis ist das Bauwerk unter der Erfassungsnummer 094 55307 verzeichnet. Die Kirchengemeinde Zwebendorf gehört zum Pfarrbereich Hohenthurm im Kirchenkreis Halle-Saalkreis der Evangelischen Kirche in Mitteldeutschland (EKM).

## Geschichte
Die Dorfkirche Zwebendorf ist, wie die meisten Kirchen der Region, romanischen Ursprungs. Um 1250 wurde das Bauwerk erbaut, das Patrozinium ist heute nicht mehr bekannt. Um 1500 wurde die Sakristei auf der Nordseite des Kirchenschiffes ergänzt.
Eine Überholung und Neuausstattung des Innenraumes erfolgte um 1740 (im barocken Stil) und 1841, dabei wurde auch der Innenraum neu ausgemalt. 2007 wurde der Innenraum restauriert, im Zuge dessen wurden die alten Malereien teilweise wieder freigelegt und konserviert. Ein einstiges Giebelkreuz des Kirchturmes steht heute aufgrund starker Verwitterung im Inneren der Kirche und wurde durch ein neugeschaffenes ersetzt.

## Architektur und Ausstattung

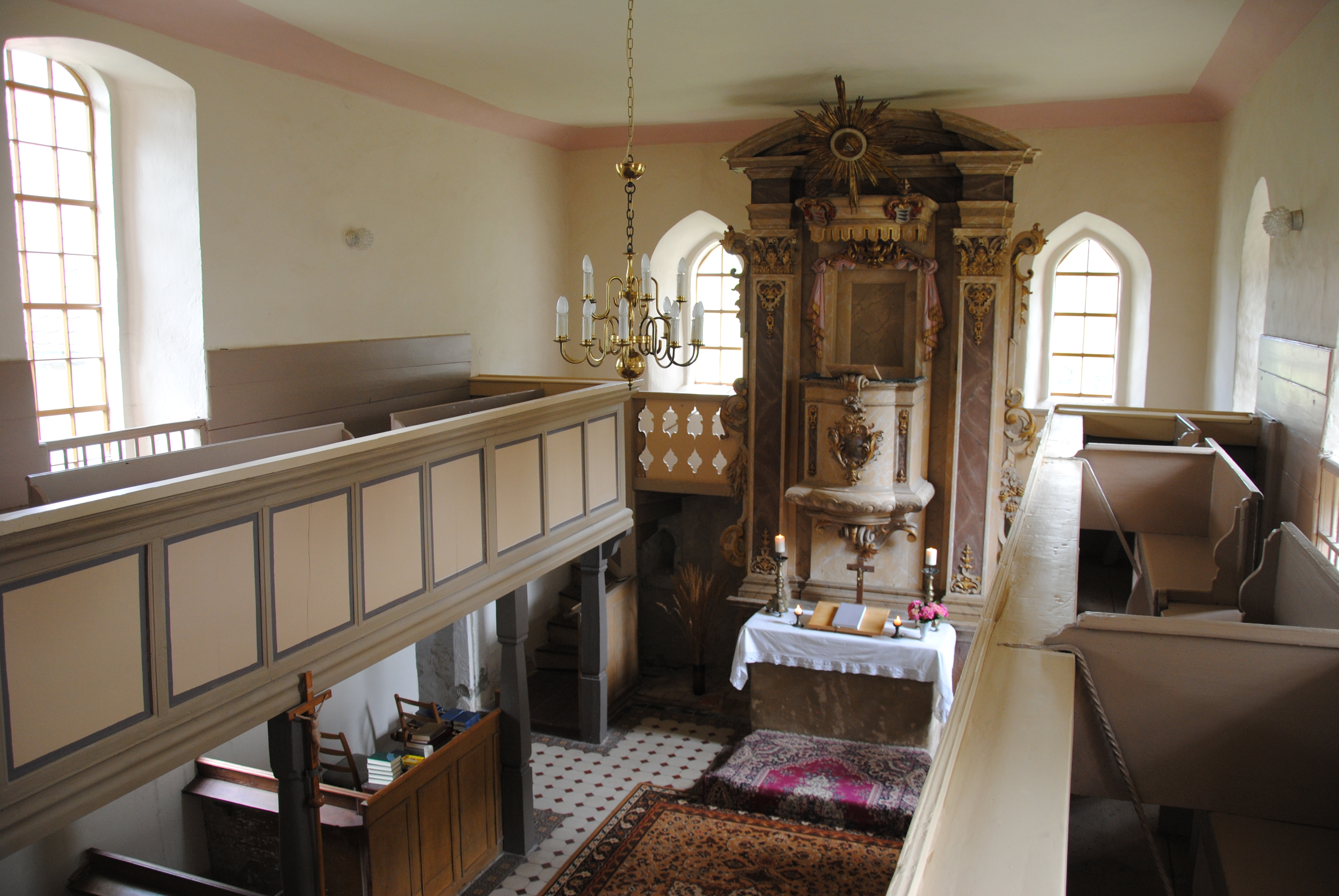
Innenraum, Blick nach Osten

Die Kirche ist aus Bruchsteinmauerwerk erbaut. Sie zeigt sich als einschiffiger Saalbau mit breitem Westquerturm, der ein Satteldach besitzt. Im Norden ist die auf rechteckigem Grundriss stehende Sakristei angefügt. Das Kirchenschiff besitzt ein Satteldach mit Giebelkreuz im Osten, darunter befindet sich eine Gruppe aus drei Fenstern in der Ostwand. Im Mauerwerk sind vermauerte bauzeitliche Öffnungen erkennbar. Die Fenster des Kirchenschiffes sind heute mit Segmentbögen ausgeführt.
Das Innere wird von einer verputzten Flachdecke überspannt, die farbig gefasst ist. Im Altarraum befinden sich in den Wänden zwei spitzbogige Sakramentsnischen, eine wird von einem Kreuz geziert. Die Sakristei besitzt ein Kreuzgewölbe. Der Kanzelaltar stammt aus den Jahren um 1740 und besitzt einen geschweiften Kanzelkorb, flankiert von korinthischen, marmoriert bemalten Pilastern. Der Altar wird von einem Strahlenkranz bekrönt, am Kanzelkorb finden sich Voutenwangen.
Die Empore ist hufeisenförmig und besteht aus Holz in recht schlichter, schmuckloser Art.

## Orgel
Die heutige Orgel wurde von der Werkstatt Wilhelm Rühlmann aus Zörbig im Jahre 1884 hergestellt. Das 60. Werk der Firma gleicht in Prospektgestaltung und Disposition bis auf ein Register der Orgel Op.61 in St. Helena zu Schiepzig – ein Register wurde in Zwebendorf zwar geplant, aber nicht gebaut. Heute besitzt die Orgel 12 Register auf zwei Manualen und Pedal auf mechanischen Schleifladen.

## Glocken
Der gedrungene Turm trägt unter seinem Satteldach drei Glocken. Die beiden kleineren wurden 1922 durch die Gießerei Schilling & Lattermann aus Eisenhartguss hergestellt, sie ersetzten zwei im Ersten Weltkrieg verlorene Instrumente.
Des Weiteren existiert noch eine Bronzeglocke auf dem Turm, die allerdings seit ca. 20 Jahren am Schlagring gesprungen ist. Sie wurde 1602 durch den Hallenser Gießer Lorenz Richter (auch: Lorentz Richter) geschaffen. Alle Glocken hängen an geraden Jochen und sind ausschließlich von Hand zu läuten. Sie erklingen im g-Moll-Dreiklang g′ – b′ – d″.